# Platycercus adscitus
El perico pálido o rosella de cabeza pálida (Platycercus adscitus) una especie de ave psitaciforme de la familia Psittaculidae endémica del noreste de Australia.
Se han descrito dos subespecies: P. a. palliceps (sureste de Queensland) y P. a. adscitus (noreste de Queensland y Península del Cabo York).